# Vyšný Kazimír
Vyšný Kazimír est un village de Slovaquie situé dans la région de Prešov.

## Histoire
Première mention écrite du village en 1363.

## Démographie

### Évolution de la population
| Année:               | 1994. | 2004.    | 2014.   | 2024.   |
| -------------------- | ----- | -------- | ------- | ------- |
| Nombre de personnes: | 193   | 213      | 196     | 190     |
| Différence:          |       | +10,36 % | -7,98 % | -3,06 % |

| Année:               | 2023. | 2024. |
| -------------------- | ----- | ----- |
| Nombre de personnes: | 190   | 190   |
| Différence:          |       | +0 %  |